# 尼什勞工足球會
尼什勞工足球會（羅馬化：Fudbalski klub Radnički Niš）是塞爾維亞的一家足球俱樂部。主場位於尼什。球隊參加塞爾維亞足球超級聯賽的賽事。
中国男子国家队球员郝海东之子郝润泽曾在该队踢球。2020年6月，郝潤澤遭該會解僱，有部分媒體認為他被解僱是因為郝海東發表反對中国共产党的言論後受到中国政府施壓，但俱乐部否认，称解约原因是合同到期。

## 荣誉

### 国内
- 塞尔维亚足球超级联赛
  - 亚军 (1)：2018–19
- 南斯拉夫足球乙级联赛（英语：Yugoslav Second League）
  - 冠军 (1)：1985–86
- 塞尔维亚足球甲级联赛
  - 冠军 (2)：2001–02, 2011–12

### 国际
- 欧洲联盟杯
  - 半决赛 (1)：1981–82
- 巴爾幹盃
  - 冠军 (1)：1975
  - 亚军 (1)：1988–89

## 外部連結
- Official website （塞爾維亞文）
- FK Radnicki Nis at Facebook （塞爾維亞文）
- Meraklije （页面存档备份，存于） Supporters website （塞爾維亞文）
- Club page at transfermarkt.